# Caecilia
Caecilia é um género de anfíbios da família Caeciliidae.

## Espécies
- Caecilia abitaguae Dunn, 1942
- Caecilia albiventris Daudin, 1803
- Caecilia antioquiaensis Taylor, 1968
- Caecilia armata Dunn, 1942
- Caecilia attenuata Taylor, 1968
- Caecilia bokermanni Taylor, 1968
- Caecilia caribea Dunn, 1942
- Caecilia corpulenta Taylor, 1968
- Caecilia crassisquama Taylor, 1968
- Caecilia degenerata Dunn, 1942
- Caecilia disossea Taylor, 1968
- Caecilia dunni Hershkovitz, 1938
- Caecilia flavopunctata Roze & Solano, 1963
- Caecilia gracilis Shaw, 1802
- Caecilia guntheri Dunn, 1942
- Caecilia inca Taylor, 1973
- Caecilia isthmica Cope, 1877
- Caecilia leucocephala Taylor, 1968
- Caecilia marcusi Wake, 1985
- Caecilia mertensi Taylor, 1973
- Caecilia museugoeldi Maciel and Hoogmoed, 2018
- Caecilia nigricans Boulenger, 1902
- Caecilia occidentalis Taylor, 1968
- Caecilia orientalis Taylor, 1968
- Caecilia pachynema Günther, 1859
- Caecilia perdita Taylor, 1968
- Caecilia pressula Taylor, 1968
- Caecilia pulchraserrana Acosta-Galvis, 2019
- Caecilia subdermalis Taylor, 1968
- Caecilia subnigricans Dunn, 1942
- Caecilia subterminalis Taylor, 1968
- Caecilia tentaculata Linnaeus, 1758
- Caecilia tenuissima Taylor, 1973
- Caecilia thompsoni Boulenger, 1902
- Caecilia volcani Taylor, 1969